# Сафара (фрегезия)
Сафара (порт.  Safara) - фрегезия (район) в муниципалитете Мора округа Бежа в Португалии. Территория – 57,62 км². Население – 1167 жителей. Плотность населения – 20,3 чел/км².